# Prato (Tesino)
Prato (de 1902 hasta 1939 llamada oficialmente Prato-Fiesso) es una comuna suiza del cantón del Tesino, situada en el distrito de Leventina, círculo de Quinto. Limita al norte con la comuna de Quinto, al noreste con Osco, al este y sur con Dalpe, y al oeste con Lavizzara.
Formada por las localidades de Fiesso, Mascengo, Rodi y Morasco.